# 紐島
51°43′18″S 61°18′01″W / 51.72167°S 61.30028°W

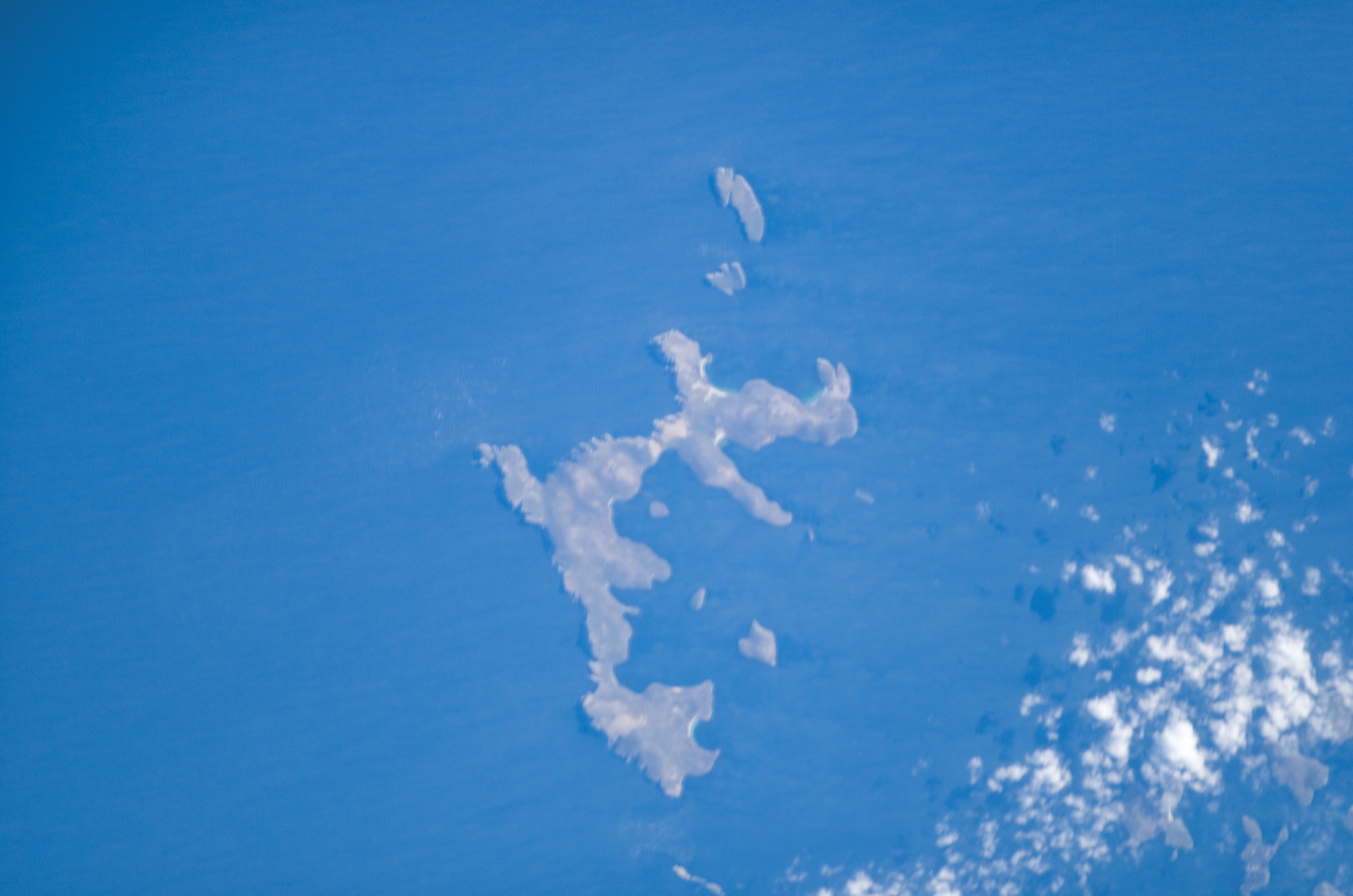

紐島是英國海外領土福克蘭群島的島嶼，位於比弗島以北的大西洋海域，距離斯坦利港238公里，長13公里、寬0.75公里，面積22.7平方公里，最高點海拔高度226米。

## 外部連結
- New Island, with pictures
- Falklands Wildlife: New Island （页面存档备份，存于）
- New Island Trust （页面存档备份，存于）